# 張深切
張深切（1904年8月19日—1965年11月8日 ），南投草屯人，另名嘉裕，字南翔，曾化名張死光與魯迅來往，筆名列良、南翔、楚女、者也、之乎、紅草等。一生奔波臺、日、中等地革命事業，為致力於臺灣文藝理論的哲學家。

## 生平
張深切出生於南投草屯。其生父母張獅、曾鉗，因家貧於1908年過繼給草鞋墩（今草屯鎮玉峰里）樟腦仕商張玉書做養子。1911年入學私塾，由鹿港地方名儒洪月樵、施梅樵等授業。三年後入草鞋墩公學校，但因五年級時說臺灣話受罰而發難，反被日本人教師毆打逐出校門。1917年8月隨父櫟社詩友林獻堂赴日讀書，就讀東京傳通院礫川小學校、豐山中學等，期間轉學東京府立化學工業學校，更一度返臺，後於1922年插班到基督教學校青山學院中學部三年級。在臺灣及日本的求學經驗，不斷刺激其反對日本殖民的自我民族認同，張深切在東京臺灣人聚住的高砂寮結識臺灣社運要角如彭華英、范本梁、林呈祿等，也因此受左翼民族主義之浪潮影響。
1923年9月，因關東大地震校舍嚴重損毀轉赴中國上海，隔（1924）年就讀新立的上海商務印書館附設國語師範學校（吳稚暉為創校校長）；同年加入上海臺灣留學生許乃昌、蔡惠如等創立的「上海臺灣青年會」，在「國恥紀念日」演講會抵制臺灣總督府「始政紀念」並揭露臺灣民眾的悲慘情狀，又與謝雪紅、蔡孝乾等在上海共同成立以臺灣民主自治為訴求的「臺灣自治協會」，1925年10月與李春哮等籌組「草屯炎峰青年會」倡議三民主義。同年11月發表日文短篇小說《總滅》。
1926年9月15日，因上海經商失敗轉至廣州，思想從主義轉奉國家民族，誓為「孤獨的野人」，加入張秀哲、郭德金、林文騰、李友邦等就讀黃埔軍校、中山大學、嶺南大學等地臺籍留學生於同年12月16日組成的「廣東臺灣學生聯合會」並擔任委員；隔（1927）年2月15日，臺灣學生聯合會由張秀哲帶隊，參觀黃埔軍校的活動，隨後3月27日秘密組織「廣東臺灣革命青年團 」，主張重建臺獨革命旗幟，以「弱小民族」聯合向日本帝國主義宣戰。甫考入廣州中山大學法科政治系的張深切，同張秀哲、郭德金等與時任教授兼文學系主任兼教務主任魯迅往來，在其指導和幫助下進行文藝工作，更因被推選為青年團「宣傳部部長」，故熱衷參與政治文藝活動，創刊《臺灣先鋒》。
1927年4月國民黨展開清黨，同時間張深切為籌款回臺，因涉入指導策劃5月「臺中一中學生罷課事件」（炊事件）被捕入獄 ，後雖無罪開釋，但隨後再以涉嫌「廣東事件」被捕判刑兩年，直到1930年才出獄。獄中期間大量閱讀東西思想經典，再次自我批判對主義與國族之思想，著有《獄中記》。出獄後推展文化啟蒙運動，以實踐其「文藝大眾化 （页面存档备份，存于），須從演劇做起」的信念。1930年8月與何集璧等人在臺中興業組合樓上舉行「臺灣演劇研究會」發會式，隨後11月公演《論語博士》、《暗地》、《接木花》等劇但因過份社會寫實而遭禁。1932年1月前往上海，3月赴孫文秘書山田純三郎創辦《江南正報》擔任副刊編輯。次年返臺進「東亞共榮協會」的《臺中新報》（後改為《東亞新報》）任編輯。1934年5月於臺中成立「臺灣文藝聯盟」並擔任委員長，發行《臺灣文藝》。

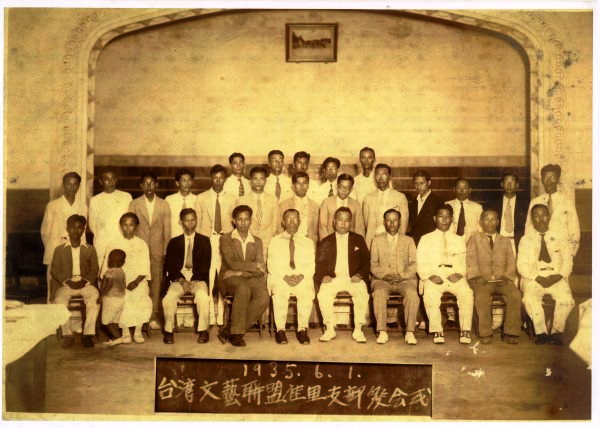
1935年 臺灣文藝聯盟成立合照

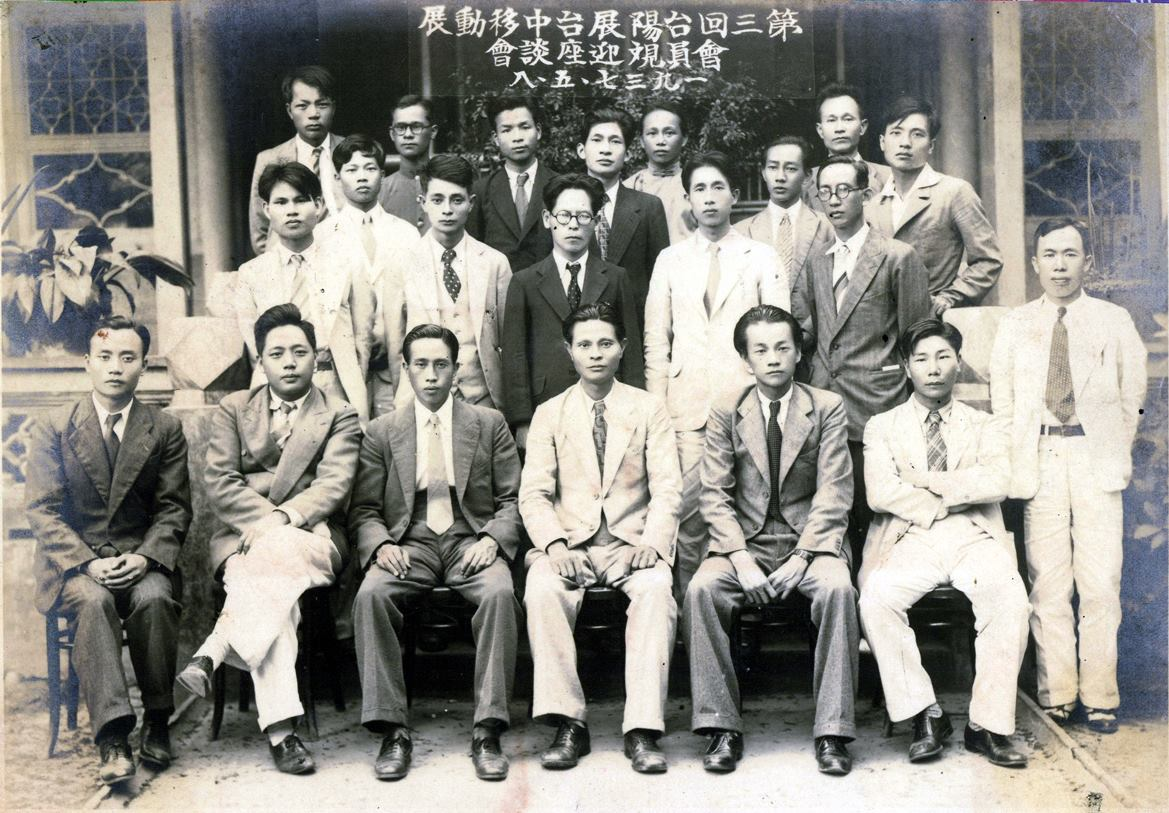
1937 臺陽展臺中移動展合照，後排立者右起第五位為張深切。

1938到1940年間，張深切先赴滿洲國，後往北平，在汪精衛政權華北政務委員會統治下工作，與魯迅弟周作人有來往。在北平期間曾任「北平藝術專科學校」教職兼訓育主任，也在新民書院教授日語。1939年9月創辦《中國文藝》擔任主編及發行人，後來則轉到「新民印書館」任事。1945年曾遭日本特務拘捕隨獲釋，戰後曾協助滯留北京臺籍軍伕返台。1946年攜眷回臺，9月應時任臺灣省立臺中師範學校校長洪炎秋邀請出任教務主任。二二八事變，張深切遭指控協助謝雪紅反抗國民政府，因而不得不逃到南投中竂山區藏匿半年，期間寫下《我與我的思想》、《在廣東發動的臺灣革命運動史話》等。一年後獲平反，但此後長期遭到特務之跟監。雖臺灣省行政公署長官陳儀曾邀請擔任《中央日報》或《臺灣新生報》社長一職，但張深切卻對公職已不再感興趣，沈潛於中國古代哲學世界、文藝戲劇創作及著述活動。1951年發表〈霧社櫻花遍地紅〉、隨後1954年《孔子哲學評論》一出版即因內容遭禁。

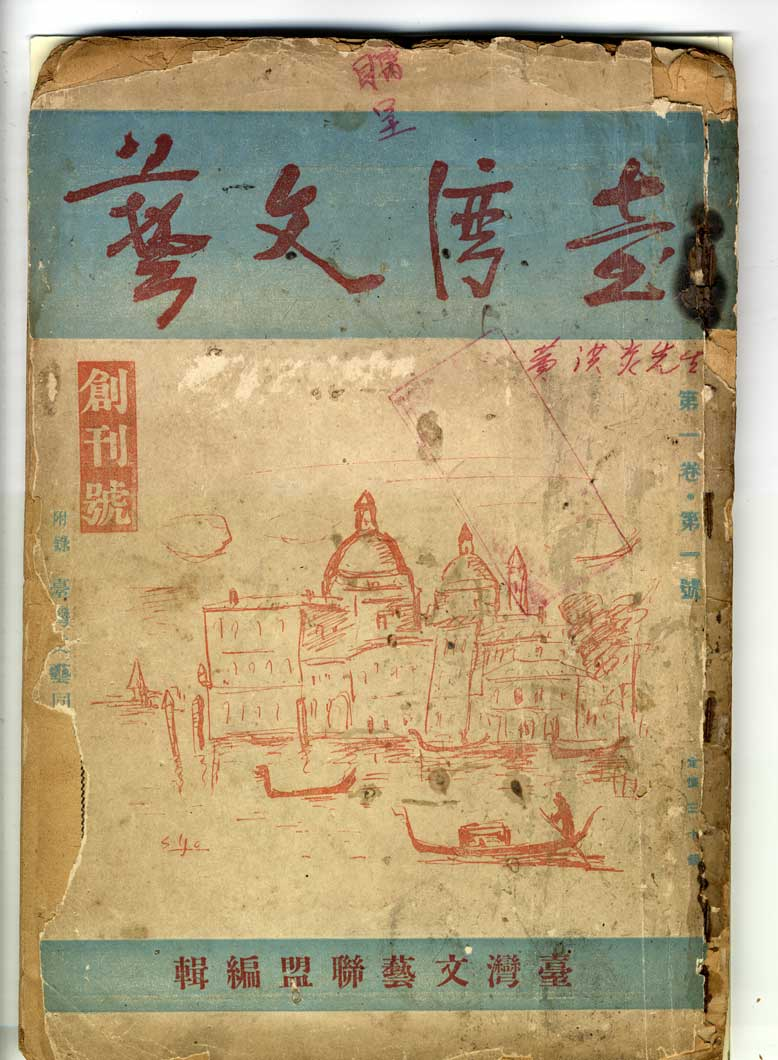
臺灣文藝創刊號

1957年投入影劇事業，與劉啟光、林快青等人合組「藝林影業公司」。張深切編劇《人間與地獄》、《生死門》、《婚變》、《荔鏡傳》等，並拍攝自編自導臺語片《邱罔舍》（同年9月21日首映），1962年獲頒第一屆金馬獎故事類特別獎。儘管獲得肯定，但因投資失利耗去其大部分積蓄。1961年在臺中開「聖林咖啡廳」進而結識徐復觀，後往返林業事務，又開「古典咖啡廳」，同年出版自傳《里程碑》，又叫《黑色的太陽》共四冊。1965年11月8日因肺癌逝世。同年12月31日，《臺灣風物》邀陳重光、洪炎秋、徐復觀、陳逸松、王錦江等著文，出版「張深切紀念專號」。

## 理論與主張
張深切一生輾轉自變動的東亞，思想也不斷隨之變化，惟不變的是一「反」字。摯友洪炎秋題輓聯「生來就帶反骨，老跟惡勢力爭鬥，死去長留正氣，永供好朋友懷思」，可算是為其思想體系定調。總的而言，其思想體系可略分為二：

### 左翼文藝理論
張深切的文藝作品舉凡小說、編劇、散論，從《鴨母》、《落陰》到《邱罔舍》等，可窺覓其左翼寫實主義跟民族主義的拉扯，尤其是殖民社會中不同民族在階級拉扯的表現。張深切主張「文藝大眾化 （页面存档备份，存于）」路線，早先在《臺灣新民報》即發表〈觀臺灣鄉土文學戰後的雜感〉，一方面認為臺灣話文跟臺灣鄉土文學應分開討論，就文學事業不可脫離社會現實、淪為空談，另外一方面則是臺灣話文的一致，尤其是詞語跟腔調些微差異帶來的影響。於《臺灣文藝》發表〈臺灣文藝的使命〉則主張：「我臺灣文藝帶有啟蒙運動的特別使命，不僅要為發表咱們的意願，同時也要有啟導大眾的義務，任重而道遠」，而〈對臺灣新文學路線的一提案〉兩篇力陳文學應靈活不落抽象、觀念的教條，從自有的風土民情開展真實豐富的創作；於臺中成立的《臺灣文藝聯盟》則是激發各種文學的主張，對臺灣新文學有所推波助瀾，和賴慶、賴明弘被合稱為「文聯的三羽烏」。

### 道家思想的唯物主義者
在早期文藝作品如〈總滅〉、〈二人の殺人犯〉等，張深切就展現了濃厚的道家思想關懷 ，也於《我與我的思想》自述「平素喜歡老莊學說」。晚期發表哲學研究著作《孔子哲學評論》即遭查禁，故《老子哲學研究》亦生前未能完成，僅能從《孔子哲學評論》中窺覓其思想體系。張深切將老子視為「實際、積極、革命」的辯證唯物論者─道家的自然論更接近社會科學的本體論─而非一般俗論誤解為消極無為的虛無主義。反之，從中國哲學史的文獻考證，張深切批判孔孟學說的「仁」、「中恕」、「中庸」等核心理念為唯人主義、唯心論，並以歷史唯物論的辯證法將孔孟學說與道家思想進行比較，提出繼漢儒獨尊等偏廢老莊思想的唯物自然觀，使中國文明受孔孟學說影響而受制於人格權威的倫理觀，無法提出現代政治與科學的超越性。《孔子哲學評論》一書表現出非傳統中國學者的儒學論述，反而開展出以「臺灣哲學史」觀點就中國哲學研究的先驅地位 。然而，在當時民族主義與自由主義拉扯下的時空背景，張深切並無法醞釀出成熟的思想體系，反而藉由老莊思想開展出對抗權威的逃逸路線。

## 著作列表

### 著作[3][20][21][22]

#### 全冊
- 張深切（著），陳芳明、張炎憲、邱坤良、黃英哲、廖仁義（編），張孫煜、吳榮斌（策劃），1998，《張深切全集》。臺北：文經。
  - 卷1 《里程碑，又名黑色的太陽（上）》。
  - 卷2 《里程碑，又名黑色的太陽（下）》。
  - 卷3 《我與我的思想》。
  - 卷4 《在廣東發動的臺灣革命運動史略；獄中記》。
  - 卷5 《孔子哲學評論》。
  - 卷6 《談日本，說中國》。
  - 卷7 《邱罔舍》。
  - 卷8 《遍地紅─霧社事件；婚變》。
  - 卷9 《生死門；再世姻緣》。
  - 卷10 《人間與地獄─李世民遊地府；荔鏡傳─陳三五娘》。
  - 卷11 《張深切北京日記、書信、雜錄》。
  - 卷12 《張深切與他的時代（DVD影集，王璞拍攝）》。

#### 著書
- 1941/42《兒童新文庫》系列。北京：新民印書館。

《燕子報恩》、《盜寶磐》、《洛陽橋 》、《壞哥哥》
- 1941《日語要領》。北京：新民印書館。WikiCommons （页面存档备份，存于）
- 1947《在廣東發動的臺灣革命運動史略、獄中記》。臺中：中央書局
- 1941《日本文學傑作集》（譯著）。北京：新民印書館。
- 1942《現代日本短篇名作集》。北京：新民印書館。WikiCommons （页面存档备份，存于）
- 1947《在廣東發動的臺灣革命運動史略、獄中記》。臺中：中央書局
- 1942《十三作家短篇名作集》。北京：新民印書館。WikiCommons （页面存档备份，存于）
- 1947《在廣東發動的臺灣革命運動史略、獄中記》。臺中：中央書局
- 1961《霧社櫻花遍地紅》。臺中：中央書局。
- 1961《遍地紅─霧社事件》。臺中：中央書局。
- 1961《里程碑，又名黑色的太陽》。臺中：聖工。
- 1965《我與我的思想（第一集）》。臺中：中央書局。
- 1966《縱談日本》。臺北：泰山。
- ---《老子哲學研究》（未完成）。

#### 篇章散論
- 1927〈臺灣要怎麼革命？〉，《臺灣先鋒》 [昭和3年4月1日]。
- 1931〈鐵窗感想錄〉，《台灣新民報》，版15 [昭和6年6月20、27日、7月4、11、18日，隔週連載，原著日文附中譯]（收入《張深切全集》，卷4，頁356-402）。
- 1933〈觀臺灣鄉土文學戰後的雜感〉，《臺灣新民報》，號972，版8。[昭和8年11月3日]
- （收入呂興昌（編），1999，《臺語文學運動論文集》，頁42-44。臺北：前衛；《張深切全集》，卷11，頁92-95）。
- 1934〈驅逐江亢虎出境〉，《臺灣新民報》[昭和9年8月（失迭）。
- 1934〈談吃錢官與神佛〉，《大溪革新會會刊》[昭和9年10月27日]（失迭）。
- 1934〈評先發部隊〉，《臺灣文藝》，卷1號1，頁5-11 [臺中：臺灣文藝聯盟，昭和9年11月5日]（收入《張深切全集》，卷11，頁96-105）。
- 1934〈偉大詩人林幼春先生〉，《臺灣文藝》，卷1號1，頁24 [臺中：臺灣文藝聯盟，昭和9年11月5日]（收入《張深切全集》，卷11，頁106-107）。
- 1934〈第一回臺灣全島文藝大會記錄〉，《臺灣文藝》，卷2號1（新年號），頁2-7 [臺中：臺灣文藝聯盟，昭和9年12月18日]（收入《張深切全集》，卷11，頁127-139）。
- 1934〈文聯報告書〉，《臺灣文藝》，卷2號1（新年號），頁8-9 [臺中：臺灣文藝聯盟，昭和9年12月18日]（收入《張深切全集》，卷11，頁140-143）。
- 1934〈小評文藝大眾化〉，《臺灣文藝》，卷2號1（新年號），頁20 [臺中：臺灣文藝聯盟，昭和9年12月18日]（收入《張深切全集》，卷11，頁144-145）。
- 1934〈道歉〉，《臺灣文藝》，卷2號1（新年號），頁37 [臺中：臺灣文藝聯盟，昭和9年12月18日]。
- 1934〈孔子的矛盾〉，《臺灣文藝》，卷2號1（新年號），頁41-46 [臺中：臺灣文藝聯盟，昭和9年12月18日「原刊未署作者，推測可能是張深切所做」]。
- 1935〈臺灣文藝北部同好座談會〉，《臺灣文藝》，卷2號2（2月號），頁146-156 [臺中：臺灣文藝聯盟，昭和10年2月1日]（收入《張深切全集》，卷11，頁146-156）。
- 1935〈對臺灣新文學路線的一提案 ──未定稿〉，《臺灣文藝》，卷2號2（2月號），頁78-86 [臺中：臺灣文藝聯盟，昭和10年2月1日]（收入《張深切全集》，卷11，頁168-181）。
- 1935〈對臺灣新文學路線的一提案（續篇）──未定稿〉，《臺灣文藝》，卷2號4（4月號），頁94-99 [臺中：臺灣文藝聯盟，昭和10年2月1日]（收入《張深切全集》，卷11，頁182-190）。
- 1935〈臺灣文藝的使命〉，《臺灣文藝》，卷2號5（5月號），頁19-21 [臺中：臺灣文藝聯盟，昭和10年5月5日]（收入《張深切全集》，卷11，頁191-196）。
- 1935〈歡迎文聯大會〉，《臺灣文藝》，卷2號8、9（8月號），頁125-127 [臺中：臺灣文藝聯盟，昭和10年8月4日]（收入《張深切全集》，卷11，頁211-212）。
- 1935〈泛論政治理論與實際〉，---  （收入《張深切全集》，卷3，頁231-238）。
- 1939〈關於意識‧戰爭‧文藝〉---（收入《張深切全集》，卷3，頁160-162）。
- 1940〈一個聚會的記錄〉，《中國文藝》，卷2期3，頁13 [北平，民國29年5月1日]（收入《張深切全集》，卷11，頁256-259）。
- 1940〈戰爭與和平〉，《中國文藝》，卷2期3，頁17 [北平，民國29年5月1日]（收入《張深切全集》，卷11，頁251-253）。
- 1941〈北京感想錄〉，《興南新聞》[臺北，昭和16年2月26、27日，原著日文附中譯]（收入《張深切全集》，卷11，頁281-291）。
- 1941〈あの傾この傾の思ひ出〉，《臺灣文學》，卷1期1，頁116 [昭和16年5月27日]（收入《張深切全集》，卷11，頁297-303，原著日文）。
- 1943〈戰·線·面的關係〉，《華文大阪每日半月刊》，卷10期6，頁14-16 [大阪，昭和18年3月]（收入《張深切全集》，卷3，頁170-178）。
- 1943〈理性與批判〉，《華文大阪每日半月刊》，卷10期12，頁14-17 [大阪，昭和18年6月]（收入《張深切全集》，卷3，頁179-189）。
- 1943〈民族精神與民族性〉，《華文大阪每日半月刊》，卷11期11，頁4-6 [大阪，昭和18年]（收入《張深切全集》，卷3，頁193-203）。
- 1945〈中國哲學的路線〉，《華文每日半月刊》，卷10期6 [大阪，昭和20年4月]（收入《張深切全集》，卷3，頁204-219）。
- 1946〈一臺灣人的呼喚〉，《新臺灣》，卷1期1 [民國35年2月15日]（收入《張深切全集》，卷11，頁377-379）。
- 1946〈四篇小誄詞〉，《和平日報》[民國35年11月16、18日]（收入《張深切全集》，卷3，頁270-277）。
- 1946〈記范烈士本梁〉，《和平日報》[民國35年12月27日]（收入《張深切全集》，卷3，頁259-266）。
- 1950〈教育革新芻議〉，《進步論壇》，卷2期2 [民國39年3月15日]（收入《張深切全集》，卷3，頁220-230）。
- 1951〈霧社櫻花遍地紅〉，《旁觀雜誌》 [民國40年4月16日]（收入《張深切全集》，卷8，頁63-188）。
- 1955〈悼張我軍〉，《民聲日報》（收入《張深切全集》，卷3，頁267-269）。
- 1957〈我編導邱罔舍一片的動機與目的──並答覆余適超先生〉，《民聲日報》，版6 [民國46年8月10日]（收入《張深切全集》，卷7，頁292-294）。
- 1961〈如是我觀─歷史與戲劇〉，《民聲日報》 [民國50年6月24日]（收入《張深切全集》，卷3，頁281-286）。
- 1963〈梁祝觀後感〉，《民聲日報》 [民國52年6月24日]（收入《張深切全集》，卷3，頁281-286）。

#### 文藝作品及其他
- 1923〈哀悼有島武郎〉，《臺灣新聞》（失迭）。
- 1924〈辜狗變相〉（失迭）。
- 1924〈改良書房〉（失迭）。
- 1924〈總滅〉，《文藝櫻草》，號10。[大正13年11月1日，原著日文附中譯]（收入《張深切全集》，卷11，頁64-75）。
- 1925〈二人の殺人犯〉，《文藝櫻草》，卷3號2。[昭和元年7，原著日文附中譯]（收入《張深切全集》，卷11，頁76-91）。
- ------ 〈鬼神末路〉（劇本，失迭）。
- ------ 〈舊家庭〉（劇本，失迭）。
- ------ 〈愛強於死〉（劇本，失迭）。
- ------ 〈浪子末路〉（劇本，失迭）。
- ------ 〈啞旅行〉（劇本，失迭）。
- ------ 〈小過年〉（劇本，失迭）。
- 1930《論語博士》（劇本，失迭）。
- 1930《暗地》（劇本，失迭）。
- 1930《接木花》（劇本，失迭）。
- 1932〈女人〉（失迭）。
- 1932〈冷血英雄〉（失迭）。
- 1934〈鴨母〉，《臺灣文藝》，卷1號1，頁44-53 [臺中：臺灣文藝聯盟，昭和9年11月5日]（收入鍾肇政、葉石濤（編），1979 [1997]，《豚》。臺北：遠景；《張深切全集》，卷11，頁108-126）。
- 1935〈落陰〉，《臺灣文藝》，卷2號7（7月號），頁180-185 [臺中：臺灣文藝聯盟，昭和10年7月1日]（收入《張深切全集》，卷11，頁197-210）。
- 1935〈編輯後記〉，《臺灣文藝》，卷2號7（7月號），頁217 [臺中：臺灣文藝聯盟，昭和10年7月1日「賴明弘，楊逵，莊明東，張深切等合著」]。
- 1939〈創刊詞〉，《中國文藝》，卷1期1（創刊號），頁1 [北平，民國28年9月1日]（收入《張深切全集》，卷11，頁214-216）。
- 1939〈編後記〉，《中國文藝》，卷1期1（創刊號），頁88 [北平，民國28年9月1日]（收入《張深切全集》，卷11，頁216-219）。
- 1939〈卷頭言〉，《中國文藝》，卷1期2，頁1[北平，民國28年10月1日]（收入《張深切全集》，卷11，頁220-221）。
- 1939〈編後記〉，《中國文藝》，卷1期2，頁88 [北平，民國28年10月1日]（收入《張深切全集》，卷11，頁222-224）。
- 1939〈卷頭言〉，《中國文藝》，卷1期4，頁1 [北平，民國28年12月1日]（收入《張深切全集》，卷11，頁225-227）。
- 1939〈編後記〉，《中國文藝》，卷1期4，頁88 [北平，民國28年12月1日]（收入《張深切全集》，卷11，頁227-229）。
- 1940〈卷頭言〉，《中國文藝》，卷1期5，頁1 [北平，民國29年1月1日]（收入《張深切全集》，卷11，頁229-230）。
- 1940〈編後記〉，《中國文藝》，卷1期5，頁147 [北平，民國29年1月1日]（收入《張深切全集》，卷11，頁231-233）。
- 1940〈隨便談談〉，《中國文藝》，卷1期6，頁1 [北平，民國29年2月1日]（收入《張深切全集》，卷11，頁233-236）。
- 1940〈編後記〉，《中國文藝》，卷1期6，頁111 [北平，民國29年2月1日]（收入《張深切全集》，卷11，頁237-239）。
- 1940〈隨便談談〉，《中國文藝》，卷2期1，頁1 [北平，民國29年3月1日]（收入《張深切全集》，卷11，頁239-243）。
- 1940〈編後記〉，《中國文藝》，卷2期1，頁90 [北平，民國29年3月1日]（收入《張深切全集》，卷11，頁243-245）。
- 1940〈廢言廢語〉，《中國文藝》，卷2期2，頁14 [北平，民國29年4月1日]（收入《張深切全集》，卷11，頁245-248）。
- 1940〈編後記〉，《中國文藝》，卷2期2，頁88 [北平，民國29年4月1日]（收入《張深切全集》，卷11，頁248-251）。
- 1940〈廢言廢語〉，《中國文藝》，卷2期3，頁18 [北平，民國29年5月1日]（收入《張深切全集》，卷11，頁253-256）。
- 1940〈編後記〉，《中國文藝》，卷2期3，頁85 [北平，民國29年5月1日]（收入《張深切全集》，卷11，頁256-259）。
- 1940〈廢言廢語〉，《中國文藝》，卷2期4，頁22 [北平，民國29年6月1日]（收入《張深切全集》，卷11，頁262-264）。
- 1940〈散言碎語〉，《中國文藝》，卷2期4，頁23 [北平，民國29年6月1日]（收入《張深切全集》，卷11，頁264-266）。
- 1940〈編後記〉，《中國文藝》，卷2期4，頁90 [北平，民國29年6月1日]（收入《張深切全集》，卷11，頁266-268）。
- 1940〈廢言廢語〉，《中國文藝》，卷2期5，頁18 [北平，民國29年7月1日]（收入《張深切全集》，卷11，頁268-271）。
- 1940〈編後記〉，《中國文藝》，卷2期5，頁88 [北平，民國29年7月1日]（收入《張深切全集》，卷11，頁271-273）。
- 1940〈廢言廢語〉，《中國文藝》，卷2期6，頁23 [北平，民國29年8月1日]（收入《張深切全集》，卷11，頁273-276）。
- 1940〈編後記〉，《中國文藝》，卷2期6，頁113 [北平，民國29年8月1日]（收入《張深切全集》，卷11，頁276-278）。
- 1942〈秋〉（原著 橫光利一），《現代日本短篇名作集》，頁304-326。北京：新民印書館。
- 1943《北京日記》（收入《張深切全集》，卷11，頁327-345）。
- 1957劇本《邱罔舍》（收入《張深切全集》，卷7，頁60-284）。
- 1957劇本《人間與地獄》（收入《張深切全集》，卷10，頁59-147）。
- 1957劇本《生死門》（收入《張深切全集》，卷9，頁60-284）。
- 1957劇本《再生姻緣》（收入《張深切全集》，卷9，頁287-390）。
- 1957劇本《婚變》（收入《張深切全集》，卷8，頁192-341）。
- 1957劇本《荔鏡傳》（收入《張深切全集》，卷10，頁149-358）。
- 1964〈殺犬記〉，《臺灣文藝》，期3 [民國53年6月1日]（收入《張深切全集》，卷3，頁239-258）。
- 1977〈張深切與煜兒書〉，《夏潮》，期18，頁77（收入《張深切全集》，卷11，頁382-411）。
- --- 〈黎明前〉（未完成）（謹留大綱，後由巫永福整理發表，參見，巫永福，1985，〈未寫的《黎明前》〉，《臺灣文藝》，期93，頁203-217 [民國74年3月15日]；收入1985，《風雨中的長青樹》，頁67-84。臺中：中央書局；《張深切全集》，卷11，頁463-477）。